# Cratère d'Eagle Butte

Le cratère d'Eagle Butte est un cratère d'impact situé en Alberta au sud-est de Calgary, à proximité de la Montagne de Cyprès.
Son diamètre est de 10 km et son âge est estimé à 65 millions d'années. Il n'est pas visible depuis la surface, et c'est le deuxième plus grand impact découvert en Alberta à ce jour.